# Ulf Klarén
Ulf Thorild Klarén, född 4 april 1944, död 17 januari 2021 i Sankt Olofs distrikt i Sigtuna, var en svensk bildpedagog, färgforskare och illustratör. 
Ulf Klarén var under större delen av sitt yrkesliv (1971-2014)  verksam som lärare på Konstfack. Där spelade han en viktig roll vid utvecklingen av bildämnet vid Teckningslärarinstitutet/Institutionen för bildpedagogik. Han grundade en film- och TV-utbildning vid Konstfacks lärarutbildning, undervisade i klassisk teckning, färgteori och bildperception och ledde seminarier kring perception, färg och estetik.
1999 startade Klarén Perceptionsstudion vid Konstfack tillsammans med professor Gösta Wessel. Där byggde de upp en pedagogisk verksamhet kring perceptionen av färg, ljus och rum. Tillsammans med Karin Fridell Anter drev Klarén under under 2000-talet flera forskningsprojekt kring samma tema.
Klarén publicerade teckningar i ett stort antal tidningar och böcker och var länge ledartecknare i Lärarförbundets tidning. Han hade också egna utställningar. Han är  författare till ett antal böcker om färg och ljus.